# Гигрофор оливково-белый
Гигрофо́р оли́вково-бе́лый (лат. Hygróphorus olivaceoálbus) — вид грибов-базидиомицетов, входящий в род Гигрофор семейства Гигрофоровые (Hygrophoraceae).

## Описание

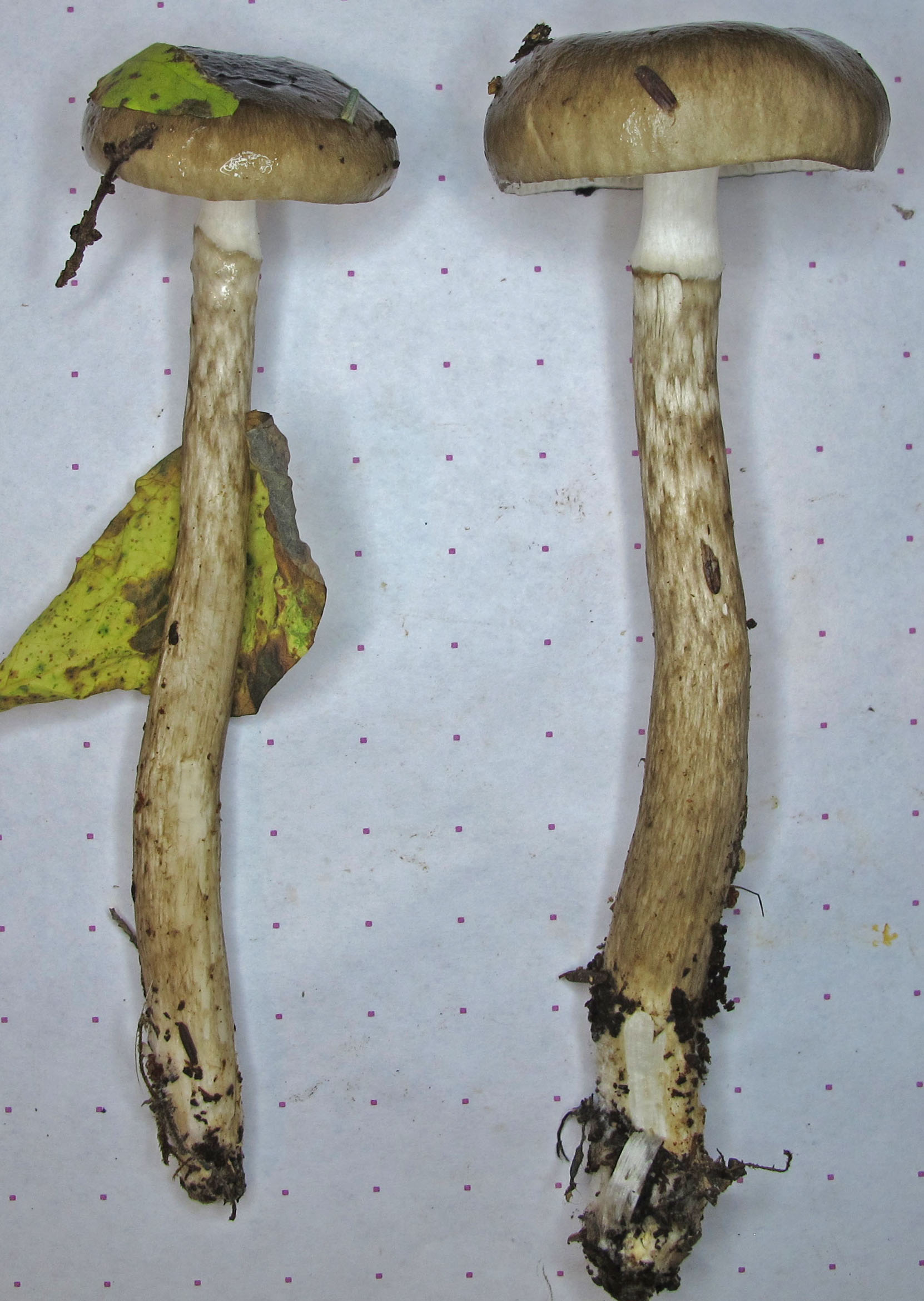

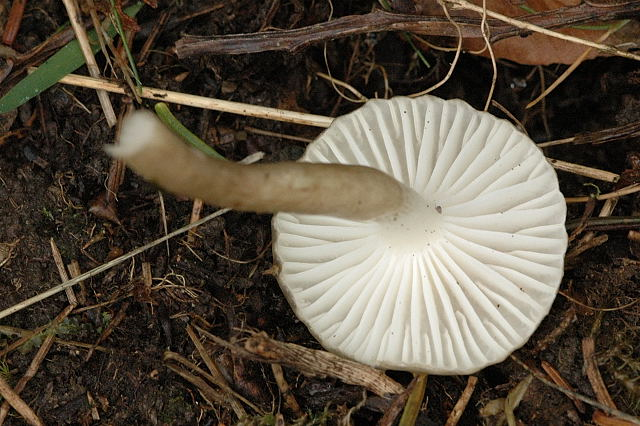

Плодовые тела шляпконожечные, сравнительно тонкомясистые. Шляпка взрослых грибов 2—6 см в диаметре, у молодых грибов полушаровидная до тупоконической, затем выпуклая и уплощённая, иногда слабо вдавленная, с бугорком в центре, не гигрофанная, покрытая слоем слизи, особенно во влажную погоду. Окраска шляпки серо-бурая или оливково-бурая, в центре более тёмная, с возрастом немного светлеет.
Пластинки редкие, восковатые, приросшие к ножке или немного нисходящие на неё, иногда разветвляющиеся и переплетающиеся, белого или кремового цвета.
Мякоть крепкая, белая, под кожицей в центре шляпки часто жёлтая, в ножке — волокнистая. Запах и вкус не выражены.
Ножка 4—8,5(10) см длиной и 0,4—1,0(1,2) см толщиной, центральная, цилиндрическая или веретеновидная, со слизистым общим и волокнистым частным покрывалами, затем раскрывающимися, образуя слизистое, вскоре исчезающее кольцо, над кольцом сухая, белая, часто с малозаметным беловатым опушением, ниже — слизистая, сначала оливково-бурая, затем с буроватыми до тёмно-бурых поясками на светлом фоне, особенно яркими при подсыхании.
Споровый отпечаток белого цвета. Споры 9—16(18)×6—8,5(9) мкм, эллиптические. Базидии в основном четырёхспоровые, 60—85×10—14 мкм. Цистиды отсутствуют.
Съедобный гриб 4-й категории, используемый в пищу в свежем виде.

### Сходные виды
- Hygrophorus persoonii Arnolds, 1979 — Гигрофор Персона — широко распространённый вид, отличающийся меньшим размером спор, образующий микоризу с дубом.
- Hygrophorus korhonenii Harmaja, 1985 — Гигрофор Корхонена — близкий вид, отличающийся более крупной ширококолокольчатой шляпкой с острым бугорком, серо-бурого цвета, без оливкового оттенка, нередко, как и ножка, подсыхающей, а также меньшим размером спор.
- Hygrophorus latitabundus Britzelm., 1899 — Гигрофор скрывающийся — самый массивный вид из группы, отличается значительно меньшими спорами и толстой веретеновидной ножкой без чётко выраженных поясков, а лишь с небольшими пятнами в нижней части, образует микоризу преимущественно с сосной.
- Hygrophorus hypothejus Fr., 1838 — Гигрофор поздний — съедобный вид, образующий микоризу с сосной.

## Экология и ареал
Встречается в августе — ноябре в хвойных и смешанных лесах, почти всегда — с елью.
Широко распространённый в бореальной зоне Евразии вид, в Северной Америке, по-видимому, замещённый гигрофором Корхонена.

## Синонимы
- Agaricus limacinus subsp. olivaceoalbus (Fr.) Pers., 1828
- Agaricus olivaceoalbus Fr., 1815 : Fr., 1821basionym
- Limacium olivaceoalbum (Fr.) P.Kumm., 1871